# دئودنیت
دئودنیت (انگلیسی: Duodenitis) به معنای التهاب دوازدهه است که ممکن است حاد یا مزمن باشد.

## علائم و نشانه‌ها
- درد شکمی
- استفراغ
- تهوع
- احساس ناراحتی در شکم

## علل
علت‌های شناخته‌شده دئودنیت عبارتند از:
- عفونت هلیکوباکتر پیلوری
- بیماری سلیاک
- عفونت‌های باکتریایی
- عفونت‌های ویروسی
- داروهای ضدالتهاب غیراستروئیدی (NSAIDs)
- بیماری‌های خودایمنی (مانند بیماری کرون)
- لنفوسیتوز دوازدهه
- ایدیوپاتیک

## تشخیص
تشخیص معمولاً از طریق آندوسکوپی همراه با بیوپسی گذاشته می‌شود. شرح حال نیز در تشخیص علت بسیار اهمیت دارد.

## درمان
درمان مبتنی بر رفع عفونت یا تحریک است. عفونت هلیکوباکتر پیلوری معمولاً با آنتی‌بیوتیک درمان می‌شود.